# 奥拉西奥·塞瓦略斯
奧拉西奧·塞瓦略斯（Horacio Zeballos，1985年4月27日—）出生于马德普拉塔，是一位阿根廷男子職業網球運動員，他於2003年轉為職業選手，2009年獲得ATP年度最佳新秀獎。

## 外部連結
- 奥拉西奥·塞瓦略斯（英文/西班牙文）的官方資料
- 奥拉西奥·塞瓦略斯的國際網球總會 職業／青少年 官方資料（英文）
- 奥拉西奥·塞瓦略斯的官方資料（英文）

| 獎項          | 獎項                     | 獎項          |
| ------------- | ------------------------ | ------------- |
| 前任： 錦織圭 | ATP年度世界最佳新秀 2009 | 繼任： 卡姆克 |